# Mormodes luxata
Mormodes luxata är en orkidéart som beskrevs av John Lindley. Mormodes luxata ingår i släktet Mormodes och familjen orkidéer. Inga underarter finns listade i Catalogue of Life.